# Ngô Quân Miện
Ngô Quân Miện (1925-2008) là nhà thơ, nhà văn, dịch giả, quê Hà Tây. Hội viên Hội nhà văn Việt Nam (1979). Tổng biên tập báo Độc lập; Uỷ viên BCH Hội nhà báo Việt Nam.

## Tiểu sử, sự nghiệp
Nhà văn Ngô Quân Miện sinh ngày 27/9/1925 tại Khê Thượng, xã Sơn Đà, huyện Ba Vì, tỉnh Hà Tây (Hà Nội), cùng xóm với cụ Tản Đà Nguyễn Khắc Hiếu. Ông là con một ông đồ nho dự khoa thi hương cuối cùng.Ông học ở trường làng, trường huyện rồi học trung học ở thị xã Sơn Tây
Ông có thơ và truyện in báo lúc 14 tuổi vào năm 1939 trên báo Tin mới với 2 tác phẩm viết cho thiếu nhi. Trước tháng 8-1945, Ngô Quân Miện học trung học canh nông, cán bộ kỹ thuật canh nông. Sau hòa bình 1954, ông học tại chức khoa Ngữ văn, viết báo, viết văn từ khi trong kháng chiến chống Pháp. 
Ông từng làm Tổng biên tập báo Độc lập, ủy viên BCH Hội Nhà báo Việt Nam khóa IV, hội viên Hội Nhà văn Việt Nam (1979).
Ông có nhiều bài thơ, văn được đăng trong sách tiếng Việt cho học sinh tiểu học.

## Tác phẩm
Thể loại: Thơ, truyện ngắn, bút ký, văn học dịch.
Ông có các tác phẩm tiêu biểu như:
_Ngoài vườn lan (1939)
_Qua cầu sông Đuống (1960-1961)
_Tặng anh công nhân xây dựng (1960-1961)
_Bông Hoa cỏ (1981)
_Đất ngọn nguồn (1982)
_Bay chuyền (1976)
_Ngày cưới (1961)
_Gương mặt Hồ Tây (1979)
_Hoa đồng (1978)
_Chú bé nhặt bông gạo (1994)
_Mưa nắng tình yêu (1990)
_Maria tới Paris (1993)
_Núi Đôi (Tập thơ 1991)
_Con mèo ú tim (1996) 
_Rừng xuân